# Anarquismo feminista

Bandera que representa el anarcofeminismo.

El anarquismo feminista, también llamado feminismo anarquista o anarcofeminismo, es una teoría política que enlaza el feminismo con el anarquismo. El anarcofeminismo busca la autonomía de cada mujer, es decir, su emancipación y realización como individuo y como género femenino con sus particularidades. Esta teoría surgió a mediados de la década de 1970 – si bien afirma tener antecedentes en el desaparecido «anarquismo histórico» y su movimiento femenino – como una escisión del feminismo radical de los 1960s, por lo que adopta de este último la teoría de la existencia un patriarcado que gobernaría la sociedad y le agrega una óptica anarquista al identificarlo como una manifestación del poder que va de la mano del Estado, puesto que ambos se fundamentarían en la ausencia de libertad y en las relaciones sociales involuntarias.
Según el anarcofeminismo, el anarquismo al ser una filosofía política que se opone a todas las relaciones de poder forzadas o coactivas, sería intrínsecamente feminista y a la vez el anarquismo debe ser un componente necesario del feminismo. Pese a ciertas nociones comunes, al no ser una corriente uniforme, bajo la etiqueta anarcofeminismo se pueden encontrar diversos planteamientos al respecto de lo que es la mujer, el feminismo, la feminidad, etc. Existen grupos anarcofeministas en algunas ciudades del mundo, aunque de relevancia netamente local, sectorial o comunal, muchos de ellos no se muestran públicamente ni se organizan en grupos grandes, actúan de manera independiente.

## Ideología

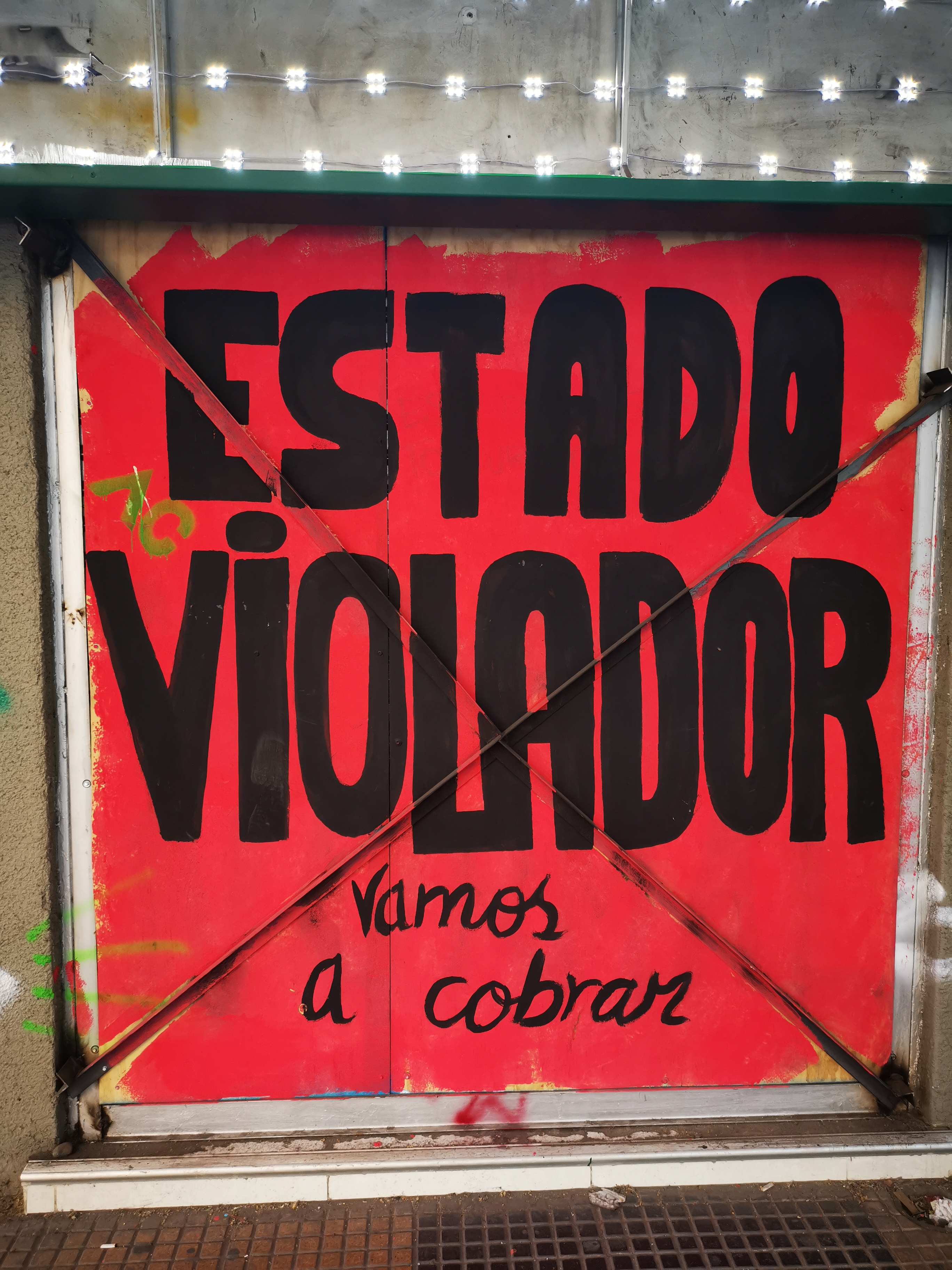
Cartel haciendo analogía entre el patriarcado y el Estado en las protestas chilenas de 2019-2020.

Al igual que toda escuela anarquista se fundamenta en los principios de libertad individual, asociación libre y cooperación voluntaria de cada persona, sin distinción. Sus características adicionales son:
1. Aplicar los principios del anarquismo desde la condición y situación de las mujeres.
2. Identificar el eje de la dominación actual en el dúo patriarcado-Estado.

Consideran que el patriarcado es una de las primeras manifestaciones de jerarquía forzada o poder involuntario en la historia humana y asimismo la primera forma de opresión ocurrida en el dominio del sexo masculino por sobre el femenino y por tanto un problema fundamental de la humanidad. Argumentan que bajo este esquema se pretende uniformizar a las mujeres bajo un modelo único, cultivado por medio de la adoctrinación masiva, y que los hombres también son uniformizados y obligados a reprimir sus particularidades individuales. Y sobre esta ideología de uniformización y dominación patriarcal se sustenta buena parte de la legitimación del Estado, al repetir los mismos patrones patriarcales de dominación.
Las anarcofeministas concluyen que si las feministas están en contra del patriarcado, deberían estar también en contra de toda forma de autoridad forzada, y, por lo tanto, rechazar la naturaleza autoritaria de tales instituciones es una parte integral tanto de la emancipación individual como de la identidad femenina, por lo tanto: 
1. Se colocan en oposición contra el Estado y todo orden coercitivo o involuntario (político, económico, etc.) como manifestaciones del patriarcado y como estructuras opresivas por sí mismas, incluyendo al «feminismo burocrático» o pro-regulaciones gubernamentales sobre la libertad individual.[5] La libertad individual para el anarcofeminismo es objetivo y camino al mismo tiempo.
2. Asimismo se sitúan en oposición al «feminismo revanchista», al que señalan como reflejo resentido del machismo, esto debido a que afirman que debe verse a los hombres como compañeros y no enemigos, ya que el patriarcado es una institución de control social indiferente a los géneros.

Su intención y estrategia normalmente es influenciar desde dentro a ambos movimientos, al feminismo y al anarquismo, algunas proponen asociaciones libres de mujeres (autónomas, federalistas y descentralistas o policéntricas), haciéndose cargo de que las mujeres tienen particularidades y que a partir de ellas encarnan la anarquía de particular manera, aunque no todas son partícipes de esta idea.

## Historia e influencias

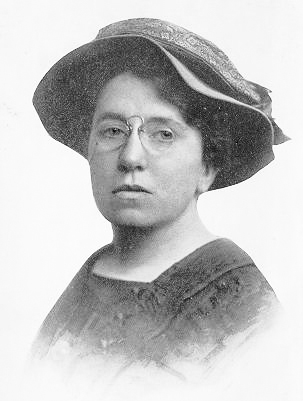
Emma Goldman (27 de junio de 1869, Kaunas, Imperio ruso - 14 de mayo de 1940, Toronto, Canadá) fue una anarquista feminista y escritora lituana de origen judío, apodada «la mujer más peligrosa de América».

Si bien el anarquismo feminista ha estado presente desde los inicios del movimiento anarquista, su conceptualización moderna antipatriarcal y el término anarcofeminismo surgen en la segunda ola feminista en la década de 1970, de la mano del feminismo radical, con personajes como Peggy Kornegger.
El feminismo anarquista clásico y el anarcofeminismo moderno aparecen en versiones individualistas y colectivistas, las primeras con más adeptos en América y las segundas con más énfasis en Europa.

### Antecedente histórico
Se inspira en autoras y teóricas del «feminismo anarquista» estadounidense de fines del siglo XIX y principios del siglo XX como Emma Goldman, Voltairine de Cleyre y Lucy Parsons. También en la organización de mujeres anarcosindicalistas de la revolución española de 1936, Mujeres Libres. Ambos movimientos fueron organizados para defender las ideas anarquistas y feministas. En Latinoamérica la primera ola feminista en la mayoría de estos países surgió en principio de mujeres anarquistas.
Este primer «feminismo anarquista» (aunque históricamente jamás adoptaron ese nombre) surge ante las hipótesis de algunos anarquistas de que los roles de cada sexo están relacionados con el sistema estatista y el de clases, y que han de desaparecer todos juntos. También porque otros anarquistas suponían que la mujer tenía que desarrollar un rol tradicional en la familia, y que los roles de familia no tenían conexión con el ideal político del anarquismo. Ante eso las primeras anarquistas feministas sostuvieron que el fin del Estado y el fin de los roles de familia van de la mano, y que los roles habrán de ser elaborados o escogidos voluntariamente por las mujeres. Es de resaltar que el anarquismo feminista temprano plantea la soberanía del cuerpo en todo ámbito, siendo un antecedente del movimiento pro-elección, como expresión de la soberanía individual.
Un aspecto notorio de ese antiguo movimiento feminista dentro del anarquismo fue su oposición a las concepciones tradicionales de la familia, la educación y los roles de género. La institución estatal del matrimonio civil fue una de las más atacadas a la vez que han promocionado en respuesta la unión libremente pactada. De Cleyre sostuvo que el matrimonio ahogaba el crecimiento individual, y Goldman argumentó que "es en primer lugar un acuerdo económico [...] en que la [mujer] paga por él con su nombre, su privacidad, su autoestima, su propia vida". También han apoyado las familias y las estructuras educativas no jerárquicas, como las «escuela modelo».
Estas características del anarquismo feminista temprano (de inicios del siglo XX), sumado el hecho que eran abstencionistas, colocaron a sus partidarias en contradicción con la mayoría de feministas liberales, las sufragistas, y sus propuestas dentro del feminismo quedaron en una situación de marginación que no cambiaría sino hasta la segunda mitad del siglo XX, cuando algunas feministas radicales retomaron sus planteamientos sobre individuo y género, y además adoptaron el modelo organizacional de pequeños grupos de asociación voluntaria, flexibles para no descuidar el desarrollo personal de cada una, como base para construir un movimiento feminista.